# Бринтон, Эдвард
Эдвард Бринтон (англ. Edward Brinton, 12 января 1924, Ричмонд, Индиана — 13 января 2010, Кёр-д’Ален, Айдахо) — профессор океанографии и биолог-исследователь. Его особой областью исследований были эвфаузиевые или криль, маленькие креветкоподобные существа, обитающие во всех океанах мира.

## Ранние годы
Бринтон родился 12 января 1924 года в Ричмонде, штат Индиана, в семье квакеров Говарда Бринтона и Анны Шипли Кокс Бринтон. Большая часть его детства прошла на территории колледжа Миллса, где его мать была деканом факультета, а отец был профессором. Позже семья переехала в Квакерский центр изучения и созерцания Пендл-Хилл в Пенсильвании, где его отец и мать стали директорами.

## Академическая карьера
Бринтон учился в средней школе Westtown School в округе Честер, штат Пенсильвания. Он учился в Хаверфордском колледже и окончил его в 1949 году со степенью бакалавра биологии. Он поступил в Океанографический институт Скриппса в качестве аспиранта в 1950 году и получил степень доктора философии в 1957 году. Он продолжал работать биологом-исследователем в Исследовательской группе морской жизни, входящей в программу CalCOFI. Вскоре он превратил свою диссертацию в крупную публикацию «Распространение тихоокеанских эвфаузиевых». В этой большой монографии он описал основные биогеографические провинции Тихого океана (и части Атлантики), крупномасштабные закономерности пелагического разнообразия и одну из наиболее рациональных гипотез механизма симпатрического, океанического видообразования. Во всех этих исследованиях видную роль играла физическая океанография и циркуляция. Его работа с тех пор была подтверждена другими учёными и по сей день продолжает формировать основу для наших попыток понять крупномасштабную пелагическую экологию и роль физики движения воды в регулировании пелагических экосистем. В дополнение к этим исследованиям он руководил исследованиями того, как климатические изменения привели к большим изменениям в Калифорнийском течении, а также в его популяциях и сообществах. Он описал несколько новых видов и в сотрудничестве с Маргарет Найт проработал сложную историю жизни многих видов эвфаузиевых. В 2009 году Бринтон получил официальную награду от международной программы GLOBEC. Он работал главным советником и учёным в экспедициях в Сиамском заливе, спонсируемых Государственным департаментом, а затем куратором спонсируемого ЮНЕСКО Биологического центра Индийского океана в Кочине, Индия. В обоих местах он обучал множество студентов. Его академическая карьера продолжалась в Океанографическом институте Скриппса до выхода на пенсию в 1991 году.

## Семейная жизнь
Бринтон познакомился с Дезирой Уорд и женился на ней в 1948 году. У него было четверо детей; он овдовел в 1976 году. Больше не женился. Его основная резиденция находилась в Ла-Холья, Калифорния. Он и его семья жили в Бангкоке, столице Таиланда, в течение года в 1960 году и в Керале, Индия, с 1965 по 1967 год. Эдвард Бринтон умер после продолжительной болезни 13 января 2010 года.

## Избранные публикации
- Brinton, Edward. The distribution of Pacific Euphausiids. Bulletin of the Scripps Institution of Oceanography, vol 8, number 2,1962[7][15]
- Brinton, Edward. Variable Factors affecting the Apparent Range and Estimated Concentration of Euphausiids in the North Pacific. Pacific Science 16, no. 4 (October 1962): 374–408.
- Brinton, Edward: Euphausiids of Southeast Asian waters. Naga Report volume 4, part 5. La Jolla: University of California, Scripps Institution of Oceanography, 1975[16][17]
- Brinton Edward: The oceanographic structure of the eastern Scotia Sea—III. Distributions of euphausiid species and their developmental stages in 1981 in relation to hydrography. Deep-Sea Research 1985;32:1153–1180.